# Tráva (seriál)
Tráva (v anglickém originále Weeds) je americký seriál z dílny Jenji Kohanové v hlavní roli s Mary-Louise Parker. V letech 2005–2012 bylo na televizi Showtime odvysíláno osm řad s celkem 102 díly.

## Postavy a obsazení
Hlavní postavou je Nancy Botwin (Mary-Louise Parker), která je v roli vdovy po bohatém židovském manželovi. Brzy jí však dojdou peníze, které její zesnulý manžel vydělával a aby si udržela svůj dosavadní životní standard, začne prodávat marihuanu. Dalšími postavami jsou dva její synové – starší Silas (Hunter Parrish) a mladší Shane (Alexander Gould), švagr Andy (Justin Kirk), známá Nancy Celia Hodes (Elizabeth Perkins), účetní Doug Wilson (Kevin Nealon) a několik dalších.

## Umístění děje
Děj prvních 3 sérií se odehrává na předměstí Los Angeles, konkrétně v Agresticu. Na konci 3. série ovšem známý Nancy nehodou podpálí celé město a Nancy pro jistotu ještě polije svůj dům benzínem. Poté se přesune do pohraničí USA s Mexikem v okolí města Tijuana, proslulého válkou gangů narkomafie. Celá 4. a 5. série se odehrává v této oblasti. Pátá série končí, když Shane zabije Nancyinu rivalku Pilar Zuazo.